# Craig Horner
Craig Horner (Brisbane, 24 de janeiro de 1983) é um ator e músico australiano. É mais conhecido pelo seu papel como Richard Cypher na série de televisão Legend Of The Seeker.

## Filmografia
- 2016 - Once Upon a Time
- 2014/2015 - Hindsight
- 2012 - Joey Dakota
- 2008/2010 - Legend of the Seeker
- 2008 - Blue Water High
- 2007 - H2O: Just Add Water
- 2006 - Monarch Cove
- 2006 - Two Twisted
- 2006 - See No Evil
- 2003 - Swimming Upstream
- 2003 - The Moment After
- 2002 - Blurred
- 2001 - Cybergirl